# Pino Dordoni
Pino Dordoni, all'anagrafe Giuseppe Dordoni (Piacenza, 28 giugno 1926 – Piacenza, 24 ottobre 1998), è stato un marciatore italiano, campione olimpico della 50 km a Helsinki 1952.

## Biografia
Nel 1943 scelse di arruolarsi nella RSI,fu catturato dagli alleati e imprigionato insieme a Raimondo Vianello, Walter Chiari, Enrico Maria Salerno, Enrico Ameri e Ezra Pound nel campo di Coltano.
Dal punto di vista stilistico viene ancora oggi ricordato come uno dei marciatori più "belli" della storia della disciplina: i suoi filmati furono studiati, non solo in Italia, per analizzare i segreti della sua perfetta tecnica di marcia.
Dopo i leggendari exploits olimpici di Ugo Frigerio degli anni venti, Dordoni per un quarantennio (dalla fine degli anni quaranta alla fine degli anni ottanta) - prima come atleta, poi come tecnico - ha contribuito in modo determinante a far nascere e crescere la grande scuola della marcia italiana che ha al suo attivo, per rimanere solo in campo olimpico, gli ori di Abdon Pamich, Maurizio Damilano, Ivano Brugnetti e Alex Schwazer, oltre naturalmente al suo.
Dopo un inizio sulla distanza breve dei 10 chilometri, passò ai 20 e 50 km e fece puntate anche su distanze superiori (fino alla 100 km). Proprio nella 50 km, conquistò le sue più significative affermazioni internazionali: nel 1950 si laureò campione europeo e alle Olimpiadi di Helsinki del 1952 conquistò l'oro nella medesima specialità nonostante pochi giorni prima dei Giochi avesse subìto l'asportazione delle unghie degli alluci; la gara, disputata il 21 luglio 1952, lo vide anche stabilire la migliore prestazione mondiale sulla distanza (4h 28' 07" 8d), infliggendo un distacco di 2' 10" al secondo classificato; il suo record, ottenuto quando l'atleta militava nelle file della Virtus Atletica Bologna, sarà battuto solo nel 1960.
Nella sua carriera di atleta ha disputato circa 600 gare, vincendone ben 502; ha al suo attivo 18 presenze in nazionale e la partecipazione a quattro edizioni dei Giochi Olimpici (da quelli di Londra del 1948 a quelli di Roma del 1960).
Dopo essersi ritirato dallo sport attivo, divenne un abile tecnico; dal 1962 alla fine degli anni ottanta fu responsabile della nazionale italiana di marcia; in questa veste partecipò ad altre sette edizioni dei giochi olimpici. Il frutto migliore di questa sua attività fu il lancio di Abdon Pamich, considerato il suo vero grande erede.

## Campionati nazionali
Nel corso della sua fortunata carriera, vinse anche 24 titoli nazionali su varie distanze, dimostrando una superiorità schiacciante nel periodo 1946-1957:
- 10 km = 11 titoli, 1946/1955 e 1957
- 20 km =  6 titoli, 1952/1957
- 50 km =  5 titoli, 1949, 1950 e 1952/1954

## Riconoscimenti
- Nel maggio 2015, una targa a lui dedicata fu inserita nella Walk of Fame dello sport italiano a Roma, riservata agli ex-atleti italiani che si sono distinti in campo internazionale.[2][3]

Gli è dedicato il nuovo campus di Atletica di Piacenza, incluso nel complesso delle scuole Alberghiere in località Vallera.